# بانکوج کونگمالای
بانکوج کونگمالای (تایلندی: บงกช คงมาลัย; آرتی‌جی‌اس: Bongkot Khongmalai) با نام مستعار تاک (تایلندی: ตั๊ก؛ زادهٔ ۱۵ آوریل ۱۹۸۵) تهیه‌کننده، بازیگر و مدل تایلندی است.

## فیلم‌شناسی
- - بنگ راجان (2000) در نقش سا
  - (افسانه جنگ سالار) (2002) در نقش Khun pan
  - Phimphilalai Ai-Fak (The Judgement) 2004 در نقش سامسونگ
  - داستان دایره ایکس (2004)
  - Gin gwai 10 (The Eye 10) (2005)
  - Sum muepuen (پرونده Hit Man) (2005)
  - Tom-Yum-Goong (The Protector) (2005) در نقش Pla
  - چای لای (2006) در نقش رز
  - شور (2006) تا تو (2006)
  - Tewada Ta Ja Teng (فرشته Theng) (2008)
  - Jan Dara The Beginning (2012) در نقش خاله وات
  - Jan Dara The Finale (2013) در نقش خاله وات

## تلویزیون
- - Sum Saban Nga (1997)
  - نگاه کن مای (1999)
  - نیراج سورنگ پاپ (2002)
  - Sanae Jun (2004)
  - لیدی بار (فرانسوی) (2007)
  - سائو نوی (2012)
  - سری آیودهایا (2017)
  - سری آیودهایا 2 (2019)
  - میا لوانگ (2021) لای کیناری (TBA)